# Setge de Jumella
El Setge de Jumella de 1357 fou un dels episodis de la Guerra dels dos Peres.

## Antecedents
Les causes de la guerra es troben en les pretensions del monarca castellà sobre les terres del sud del Regne de València, incloent-hi Múrcia, Elx, Alacant i Oriola. L'any 1357, el rei Pere el Cruel va penetrar amb ajuda dels mestres de les ordes de Calatrava, Sant Jaume i Alcántara les terres d'Aragó, atacant Trasobares i Calcena i es va apoderar de Tarassona el 9 de març.

## El setge
A final de febrer de 1357, l'infant Ferran d'Aragó i de Castella, amb un exèrcit de dos mil homes de l'emirat de Gharnata, va prendre la vila de Jumella, feu de Pero Maça de Liçana, i les tropes aragoneses es van refugiar al castell, on foren assetjades, que es va rendir per fam el 18 de maig.

## Conseqüències
Amb l'amenaça castellana a Saragossa, a instàncies del cardenal Guillaume de la Jugie, llegat del Papa Innocenci VI, es va signar el 8 de maig entre ambdós reis una treva d'un any, i la notícia no va arribar a Jumella fins al 22 de maig, quan aquesta ja havia caigut en mans castellanes. Pere el Cerimoniós trencà la treva l'agost recuperant Tarassona.